# Greenideinae
Segundo alguns sistemas taxonómicos, Greenideinae é uma subfamília de afídios da família dos Aphididae.
Está subdividida nas tribos  Cervaphidini, Greenideini, Schoutedeniini, mais a espécie  extinta Palaeogreenidea rittae (Heie, 2006).
Quando a superfamília Aphidoidea é apenas dividida em três famílias muito proximamente relacionadas em termos filogenéticos: Aphididae, Adelgidae e Phylloxeridae, a família Aphididae aparece dividida nas subfamílias Mindarinae, Anoeciinae, Phloeomyzinae, Hormaphidinae, Calaphidinae (que inclui Drepanosiphinae e Thelaxinae), Lachninae, Chaitophorinae, Eriosomatinae (antes, Pemphiginae), Greenideinae e Aphidinae.